# 497 (szám)
A 497 (római számmal: CDXCVII) egy természetes szám, félprím, a 7 és a 71 szorzata.

## A szám a matematikában
A tízes számrendszerbeli 497-es a kettes számrendszerben 111110001, a nyolcas számrendszerben 761, a tizenhatos számrendszerben 1F1 alakban írható fel.
A 497 páratlan szám, összetett szám, azon belül félprím, kanonikus alakban a 71 · 711 szorzattal, normálalakban a 4,97 · 102 szorzattal írható fel. Négy osztója van a természetes számok halmazán, ezek növekvő sorrendben: 1, 7, 71 és 497.
A 497 négyzete 247 009, köbe 122 763 473, négyzetgyöke 22,2935, köbgyöke 7,9211, reciproka 0,0020121. A 497 egység sugarú kör kerülete 3122,7431 egység, területe 776 001,65977 területegység; a 497 egység sugarú gömb térfogata 514 230 433,2 térfogategység.